# Faunia
Faunia est un parc zoologique espagnol situé dans le district de Vicálvaro de la capitale, Madrid. Inauguré en 2001, sous le nom de Parc Biologique de Madrid, il est rebaptisé en 2002. Il est la propriété de la multinationale espagnole Parques Reunidos, dont le principal actionnaire est le fonds d'investissement britannique Arle Capital Partners. L'auteur du projet est Ricardo Novaro Bocco.
Il est organisé en différentes zones qui représentent différents écosystèmes comme la jungle, les pôles ou la forêt africaine.
Membre permanent de l'Association européenne des zoos et aquariums, il s'engage dans la conservation ex situ en participant à des programmes européens pour les espèces menacées (EEP), et en coordonne un.
En 2014, il a reçu 400 867 visiteurs.

## Historique
En 2002 le parc est rebaptisé Faunia, sur une idée du poète Fernando Beltrán. 

## Installations et faune hébergée

### Invertébrés
Faunia présente quelques arachnides (Brachypelma smithi, Nhandu carapoensis, Aphonopelma seemanni) et quelques insectes (Eurycnema goliath, Baculum extradentatum, Attacus atlas).

### Poissons et amphibiens
De nombreux poissons sont aussi présentés : carpes koï, poissons-éléphants, rascasses volantes, arapaimas, hippocampes, pyranas, pacus, poissons-chats, requins... Ainsi que des axolotls (amphibien en danger critique d’extinction) et des xénopes (Xenopus laevis). 

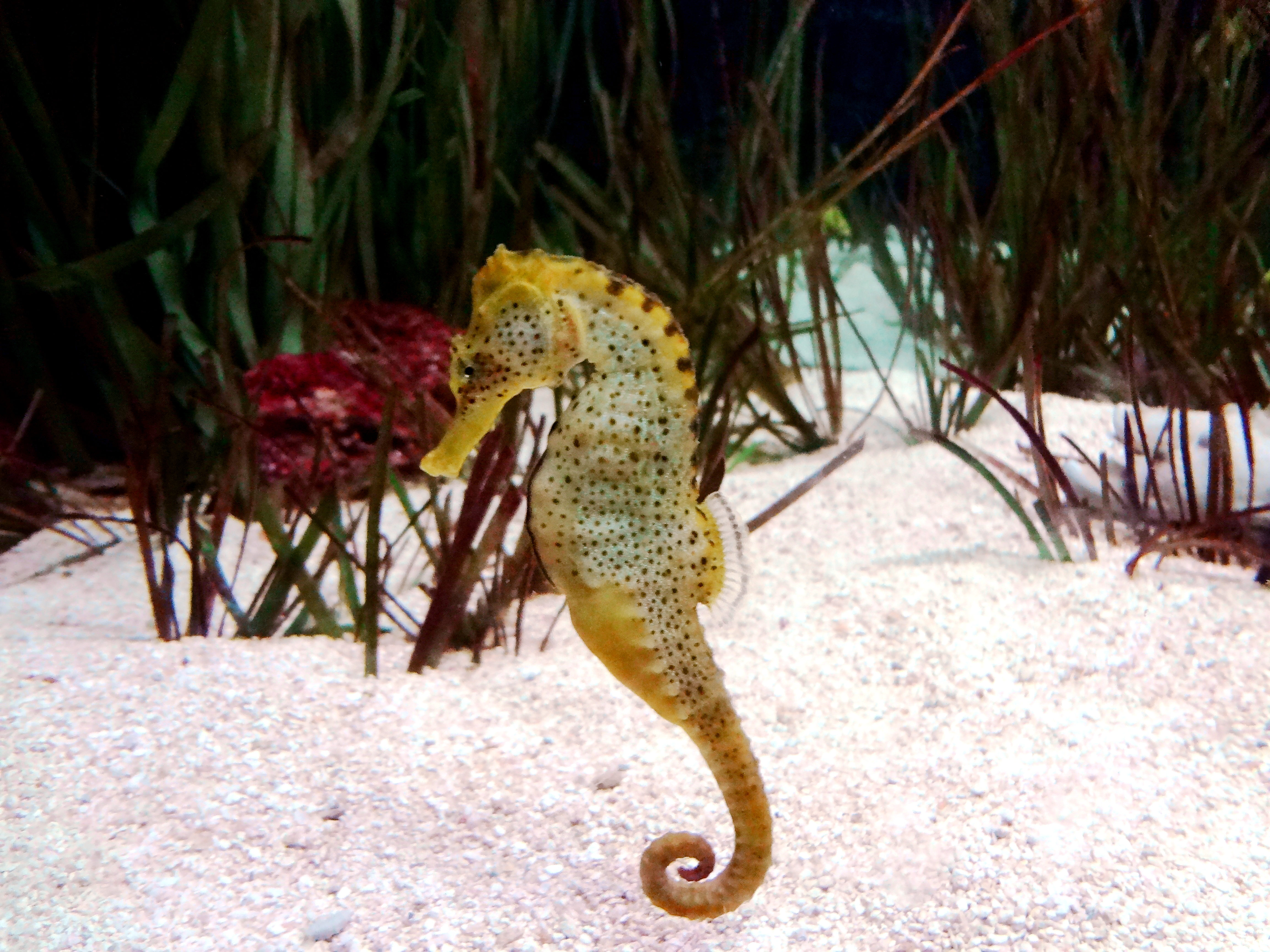
Hippocampe

### Reptiles
Faunia présente des pythons molures, des varans des steppes d'Afrique orientale, des iguanes des Fidji et des iguanes verts, des caïmans à lunettes, des boas constricteurs, des crocodiles du Nil et des dragons de Komodo.

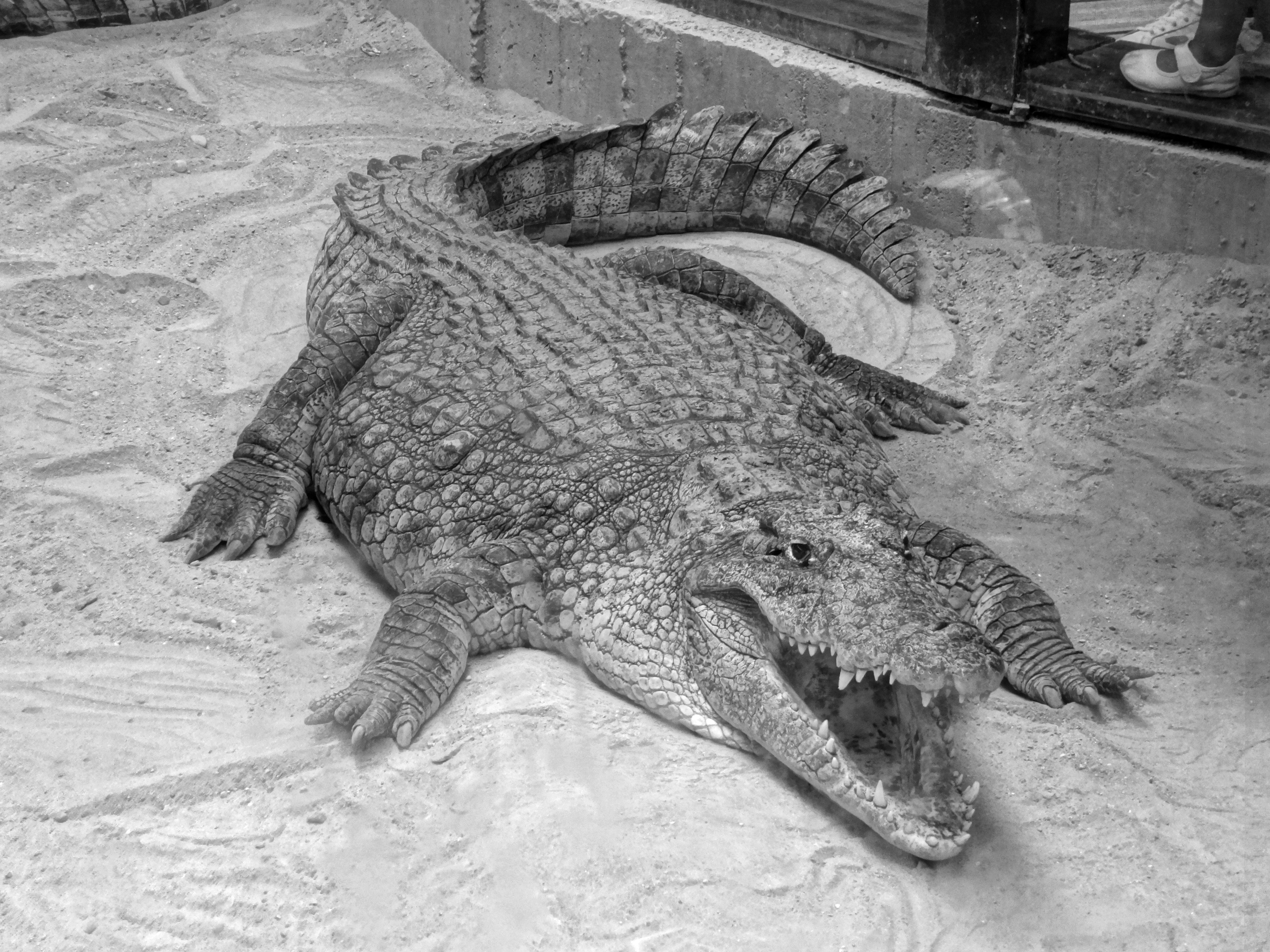
Le crocodile du Nil
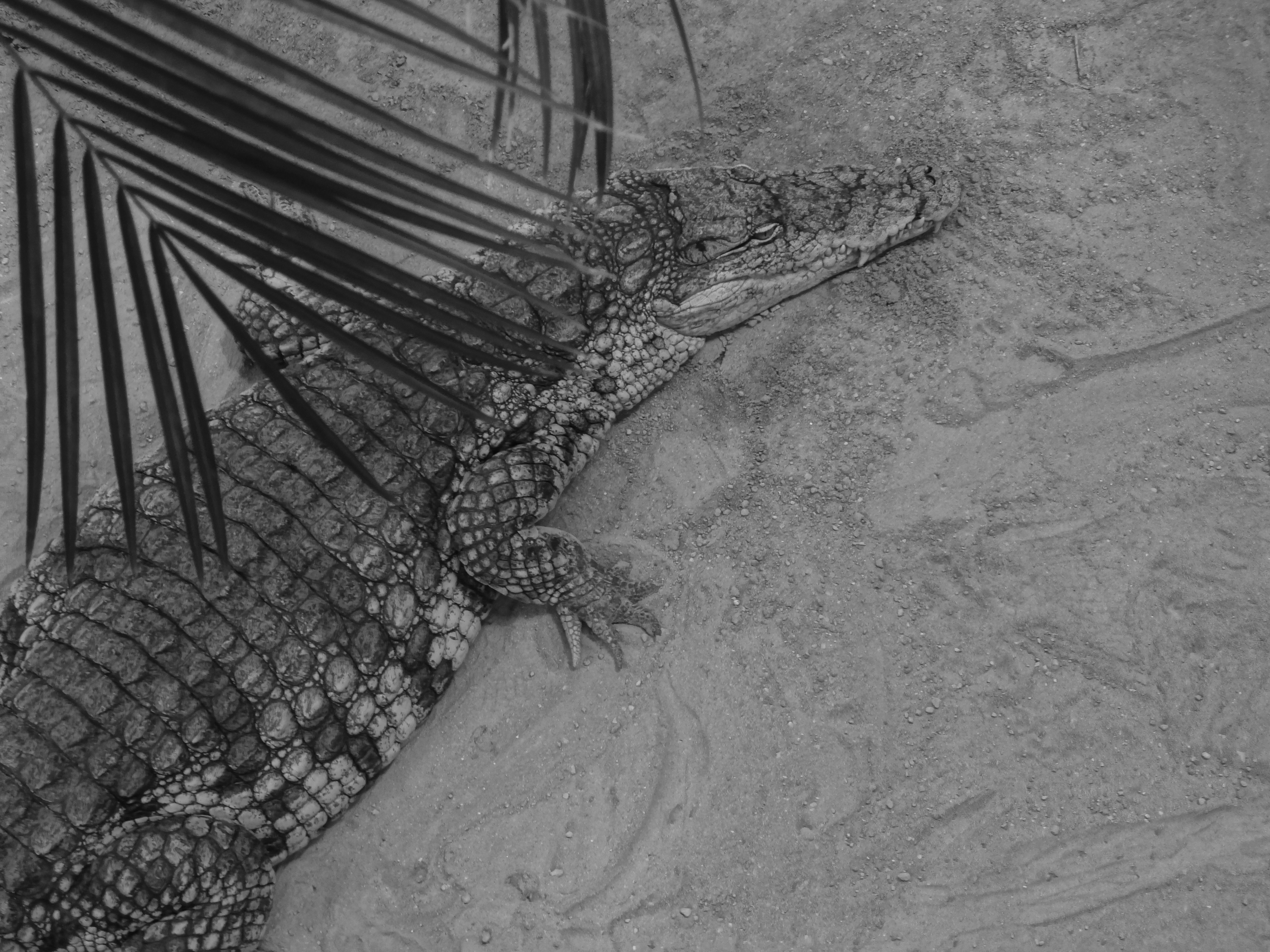
Le crocodile du Nil
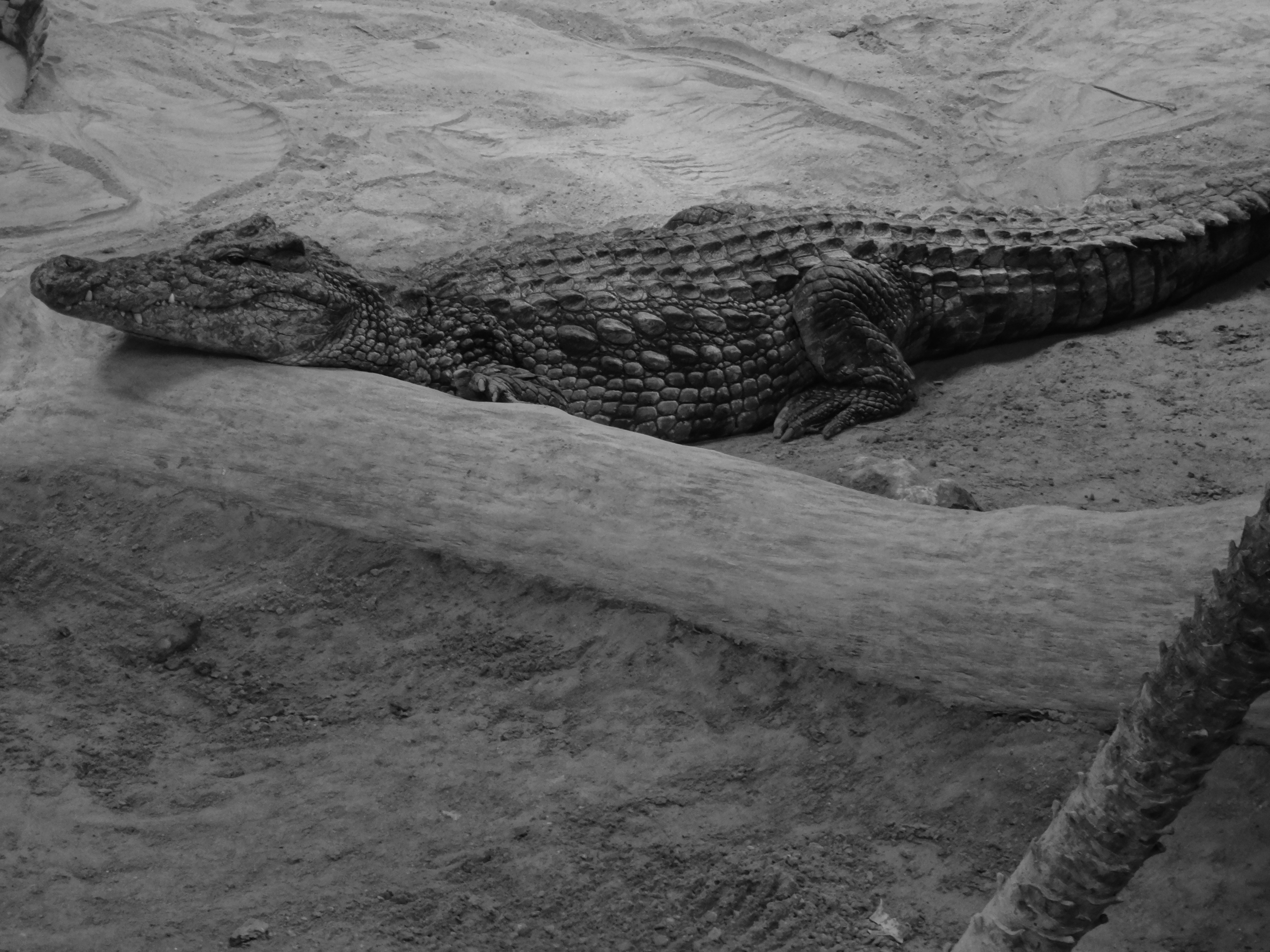
Le crocodile du Nil

### Oiseaux
Plusieurs espèces de flamands, de canards, d'oies et de cygnes, dont la bernache à cou roux. Plusieurs espèces de rapaces dont le faucon sacre. Parmi les autres espèces on trouve des espèces menacées comme la grue royale, les manchots royaux, les manchots papous, les manchots Adélie, les gorfous sauteurs, les manchots de Magellan, les manchots de Humboldt, les amazones à nuque d'or, les hoccos de Daubenton, les agamis trompettes, et les conures soleil.

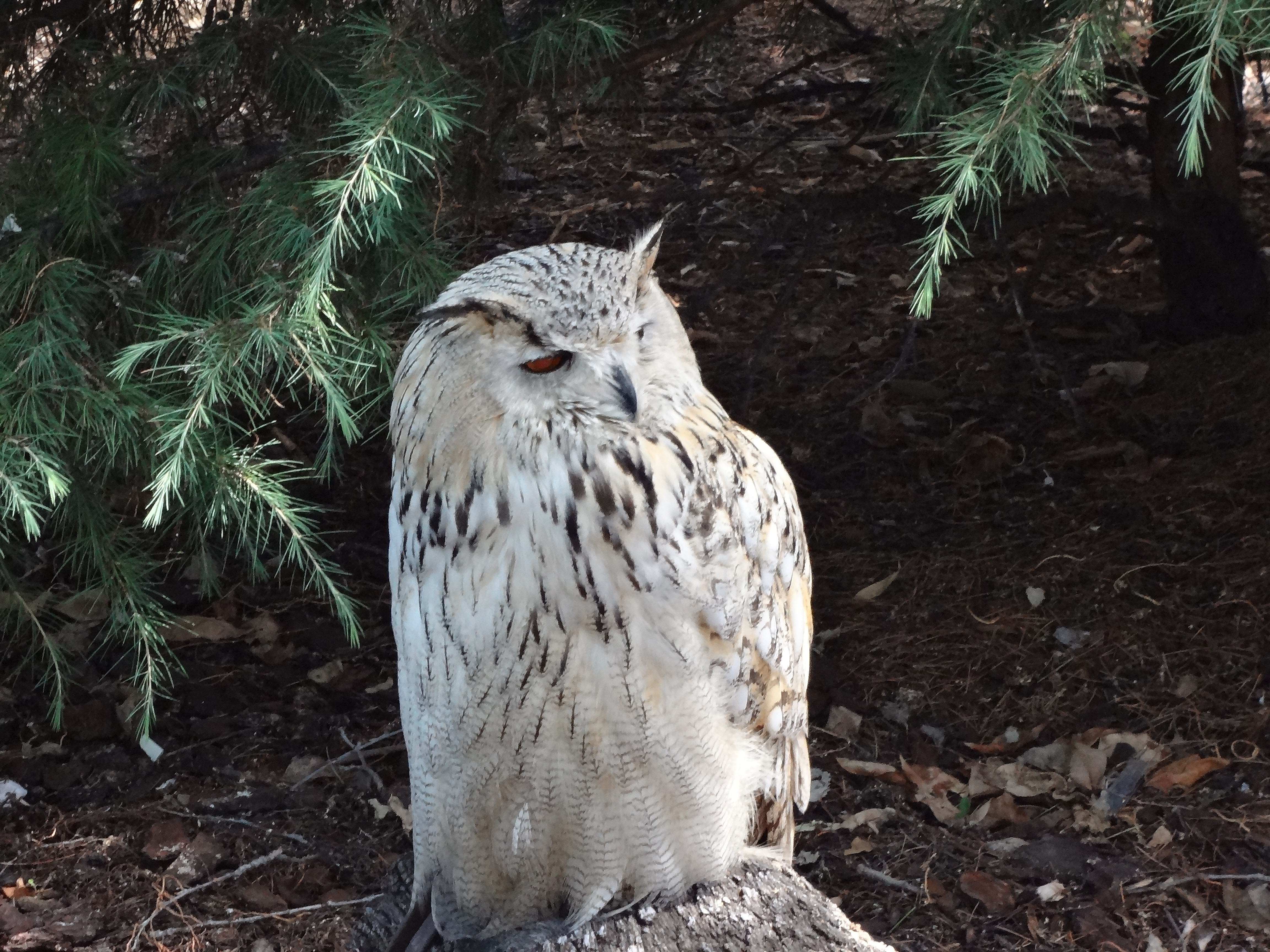
Grand-duc d'Europe
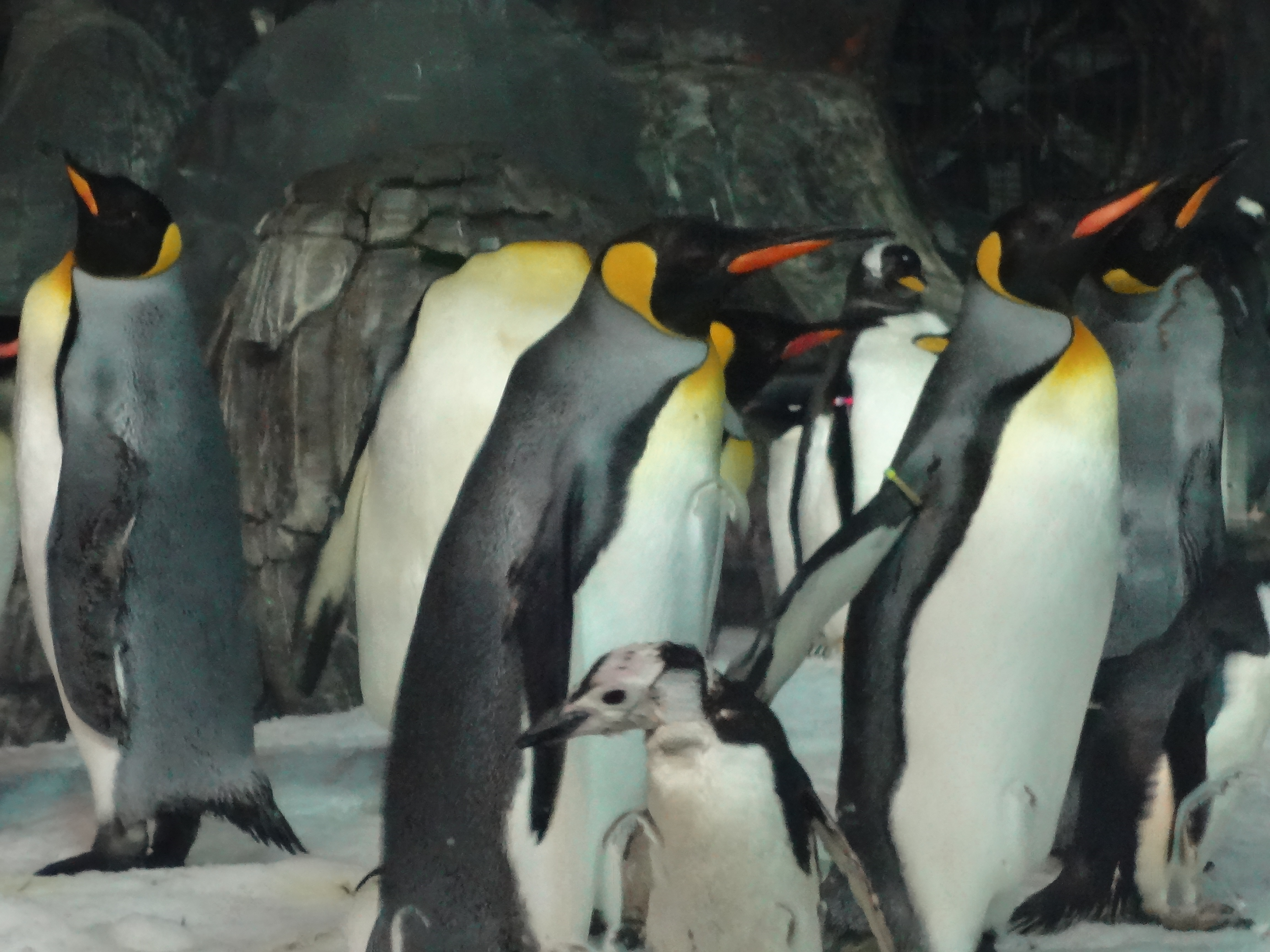
Manchots royaux
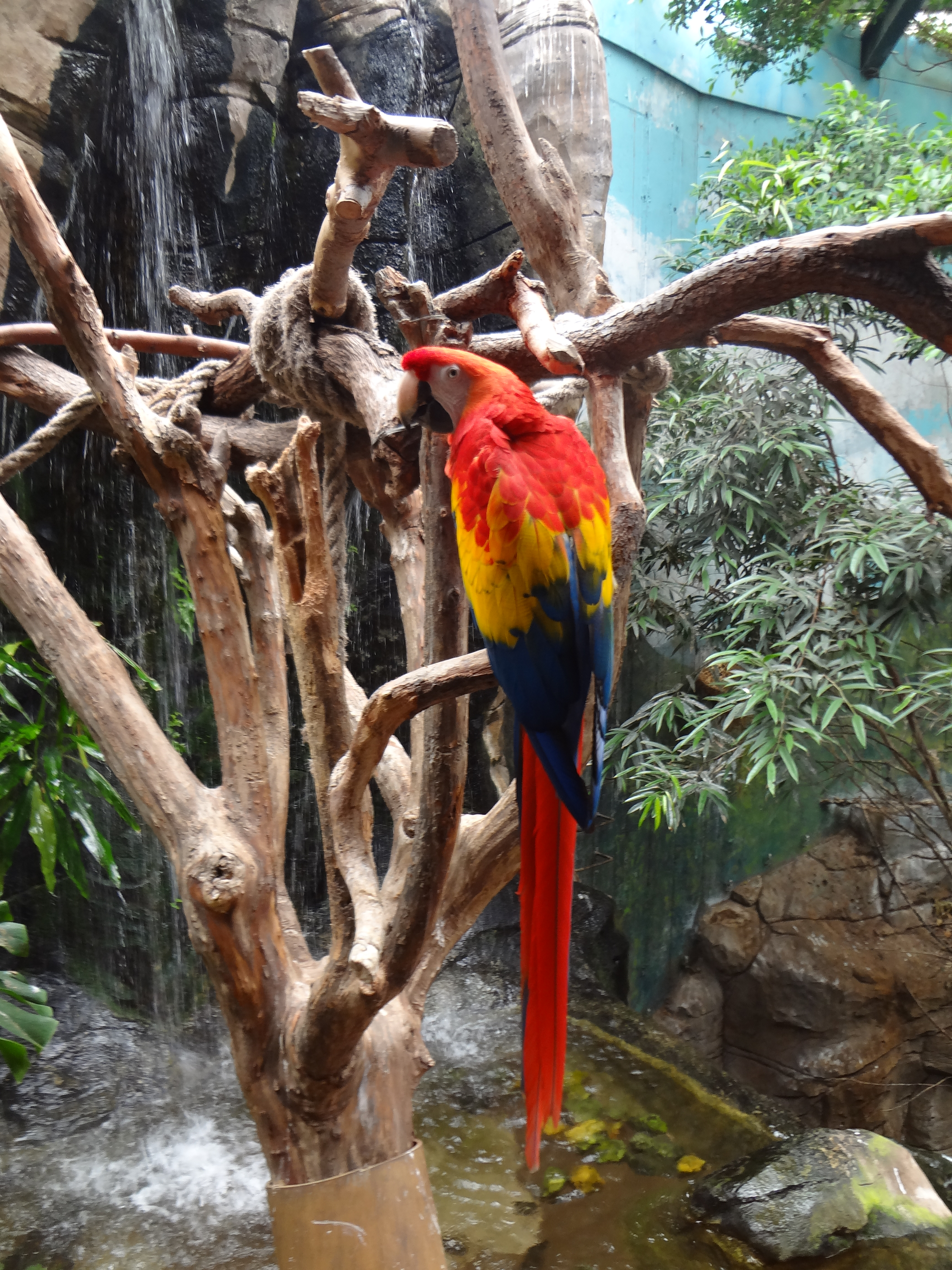
Ara macao

### Mammifères
Parmi les mammifères présentés on trouve notamment des ânes sauvages d'Afrique, des lions de mer de Steller, des paresseux à deux doigts, des binturongs, des oryctéropes du Cap, des ocelots, des tatous à neuf bandes, des chinchillas à queue courte, des varis noir et blanc, des lémurs à front blanc, des lémurs catta, des fourimilliers à collier, des tamarins-lion dorés et des tamarins de Goeldi.

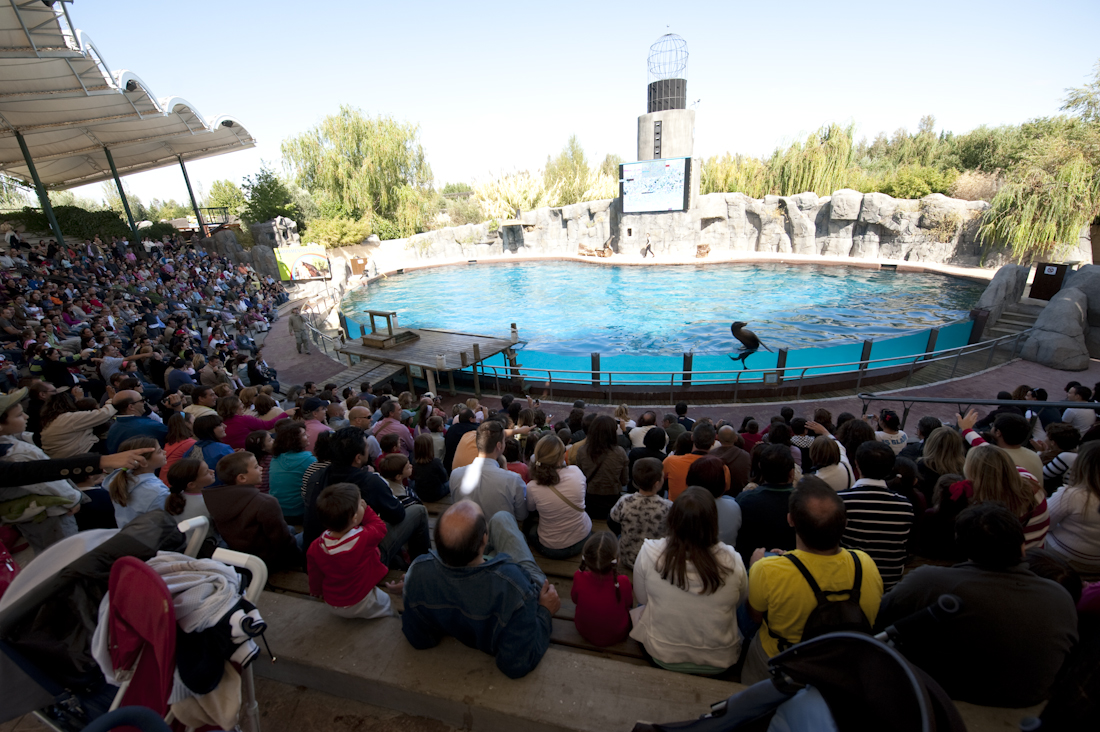
Théâtre du lac
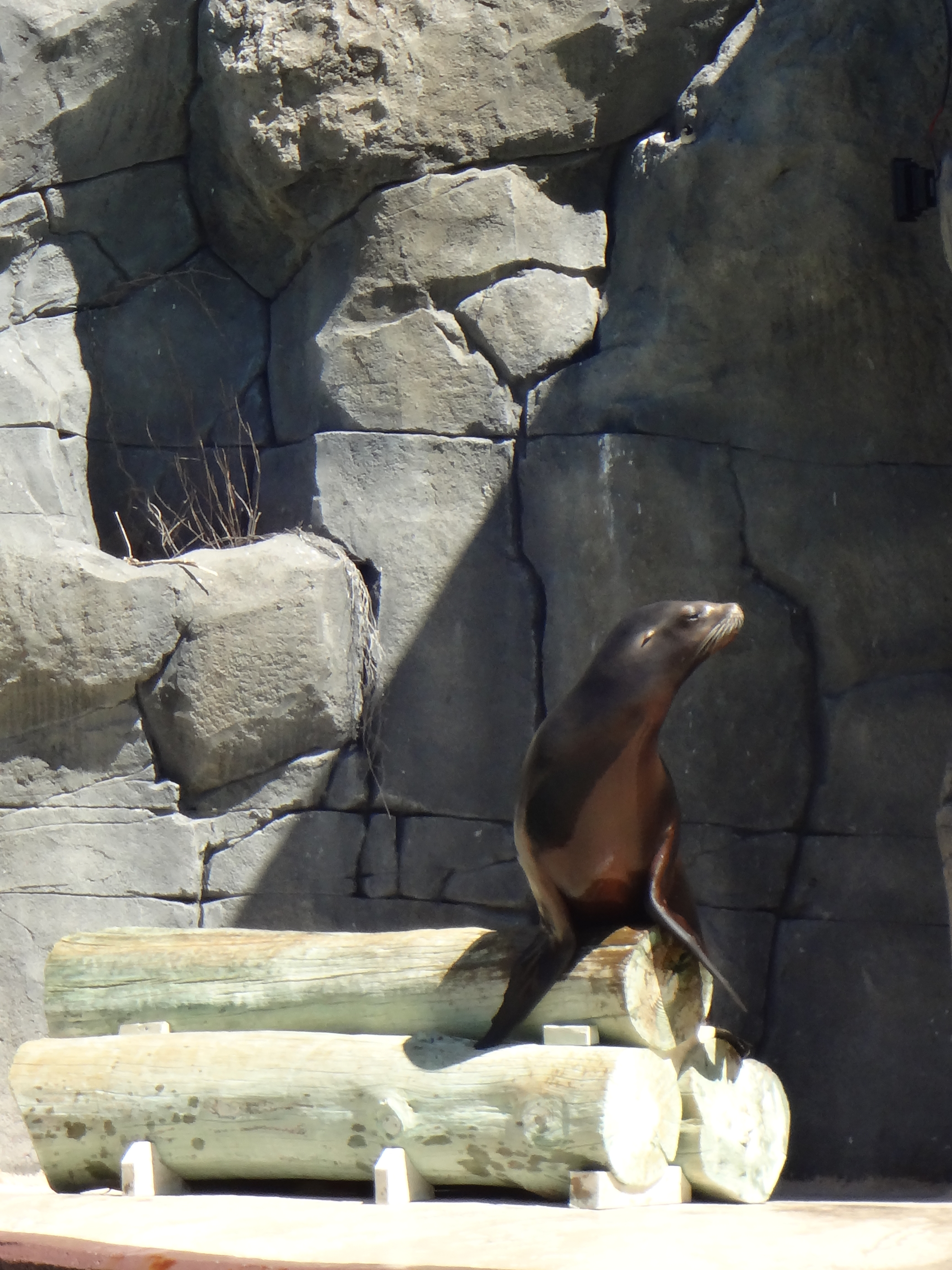
Otarie de Californie
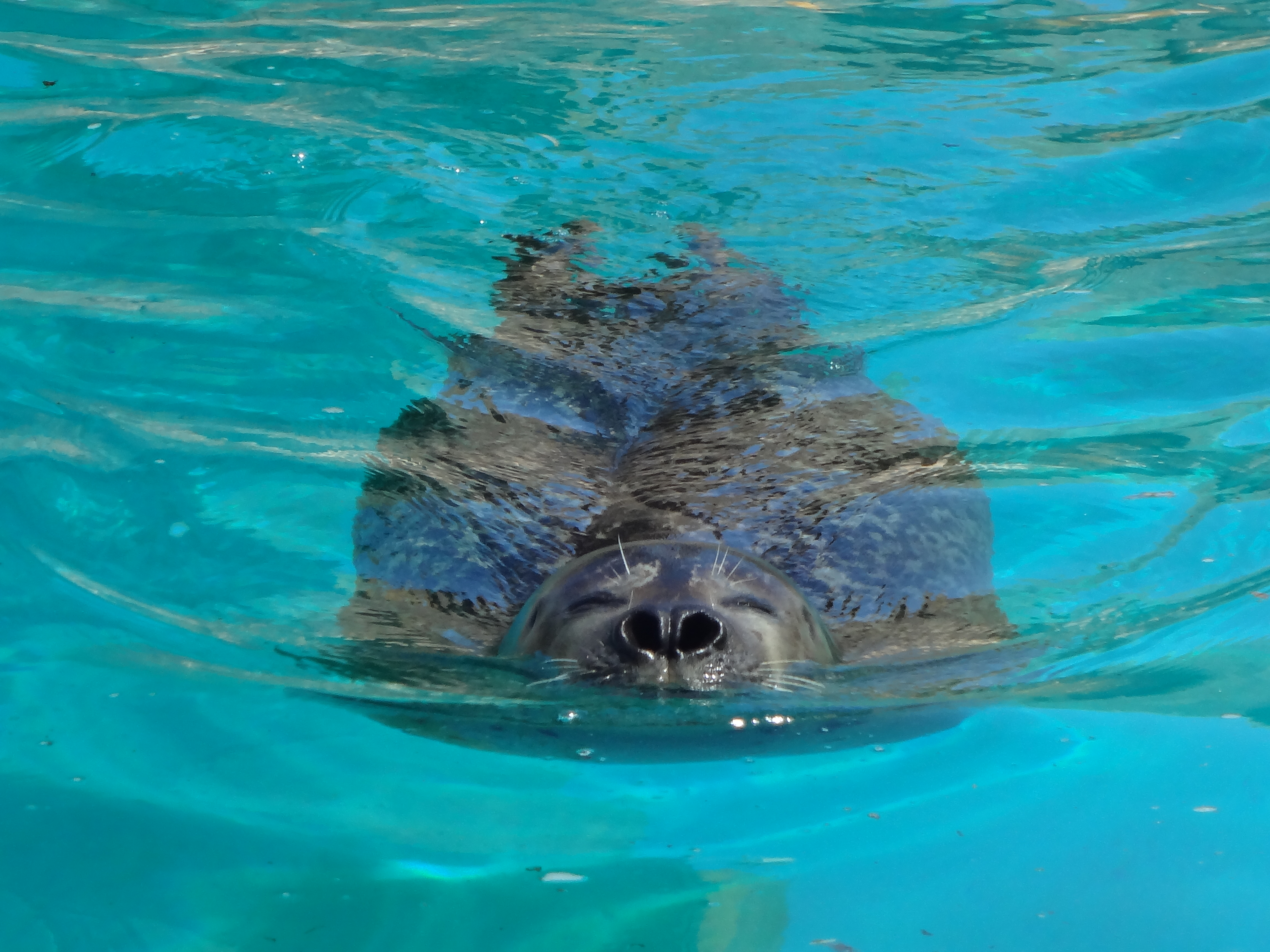
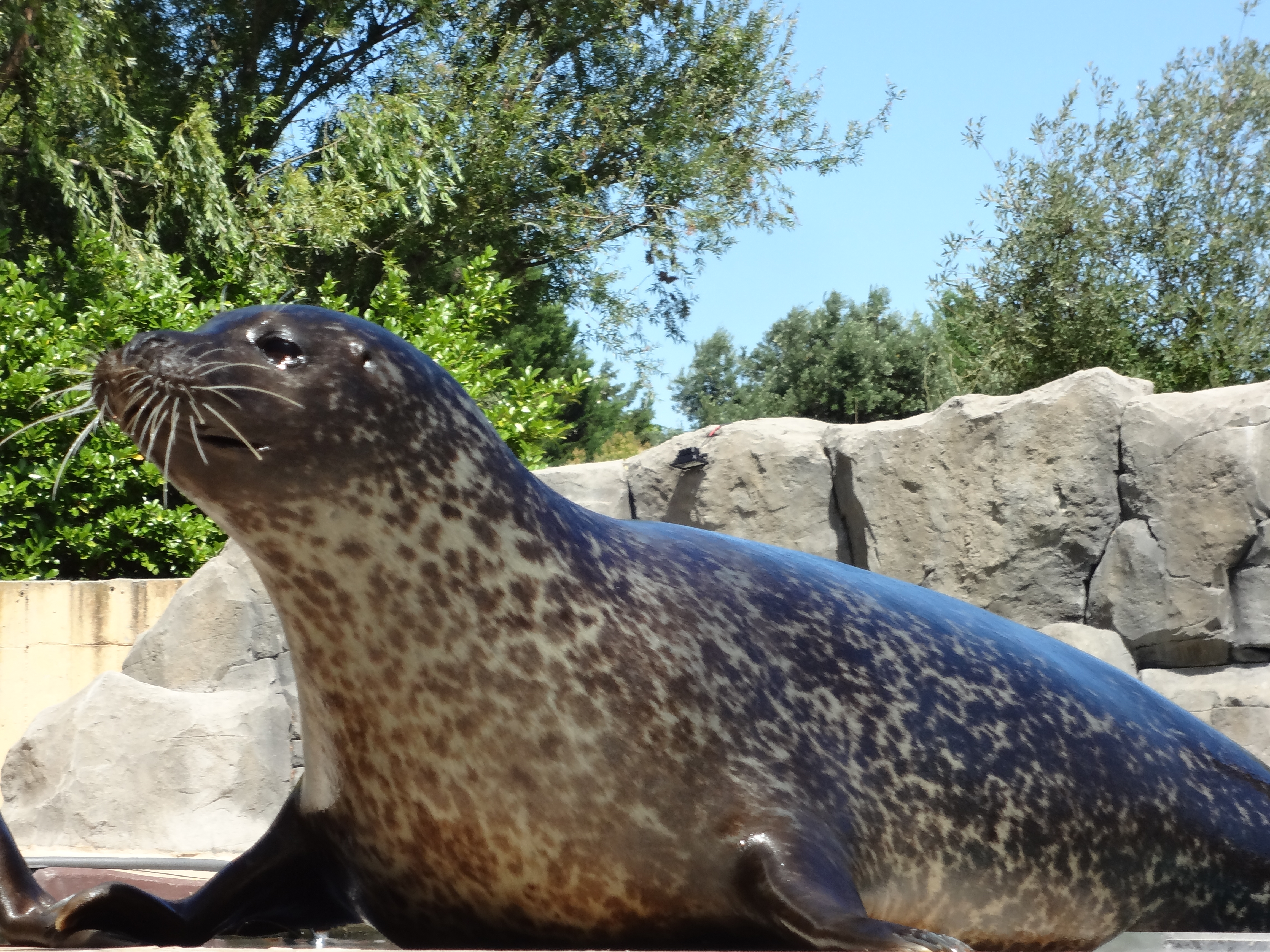
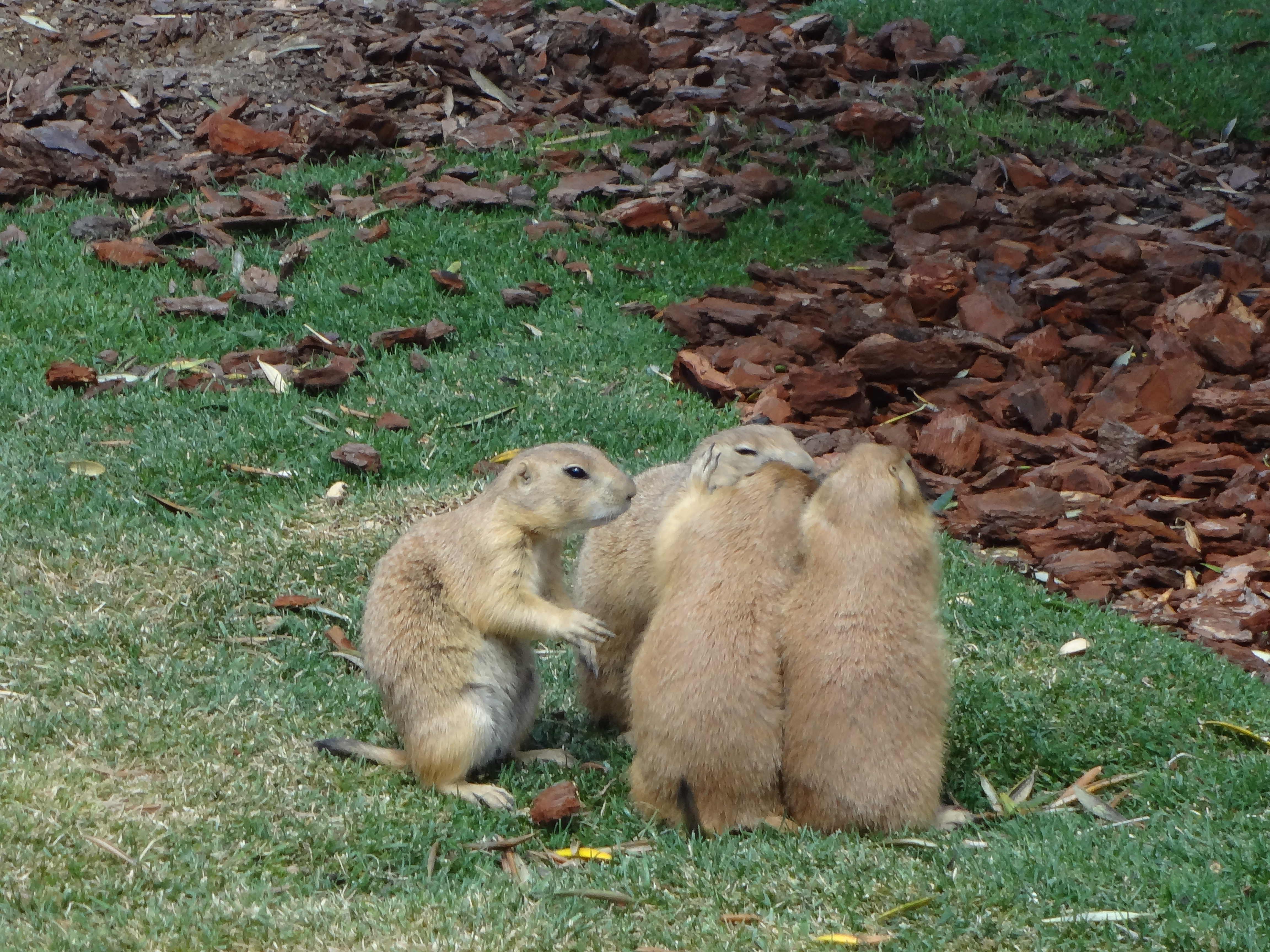
Chiens de prairie
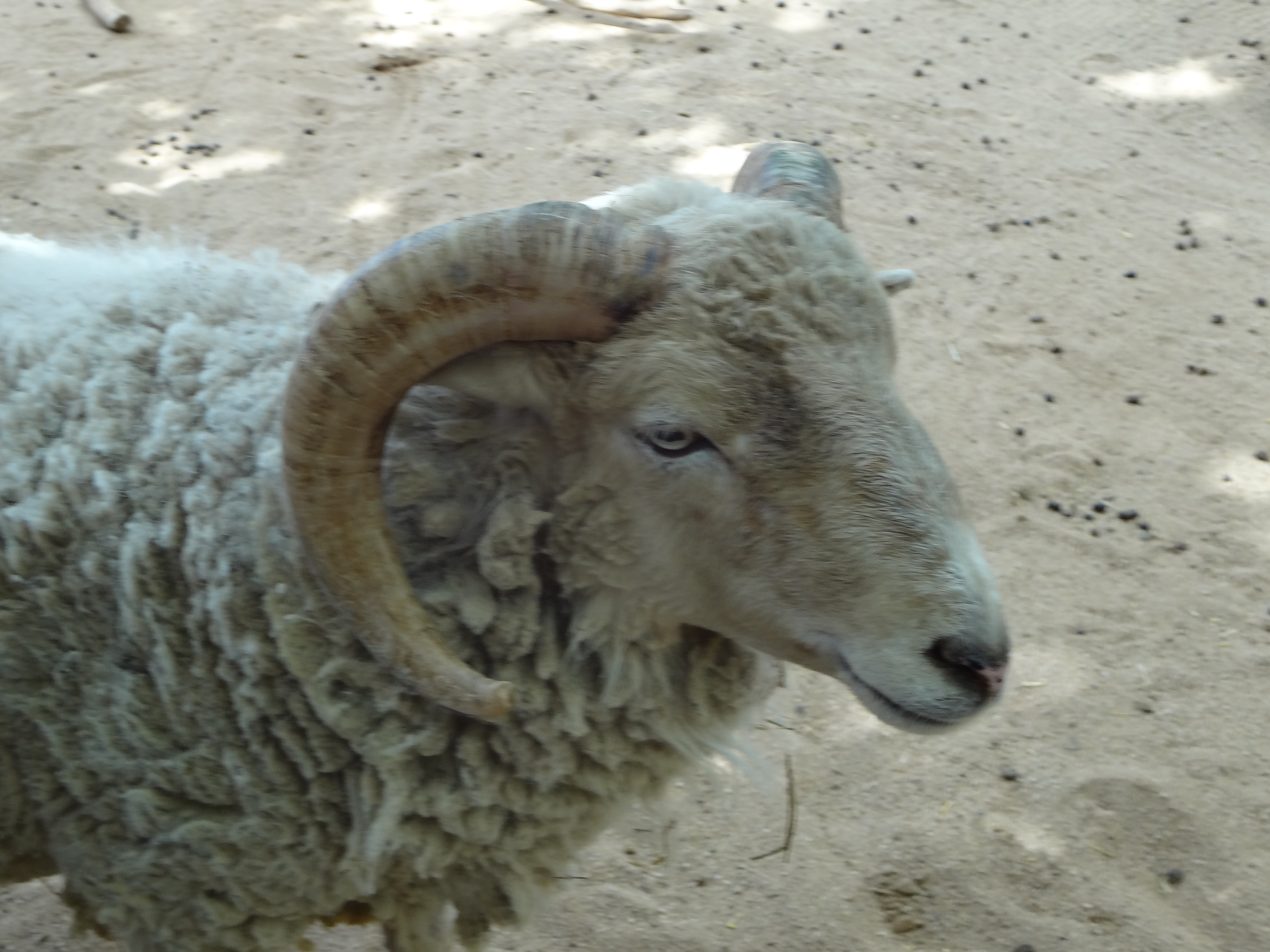
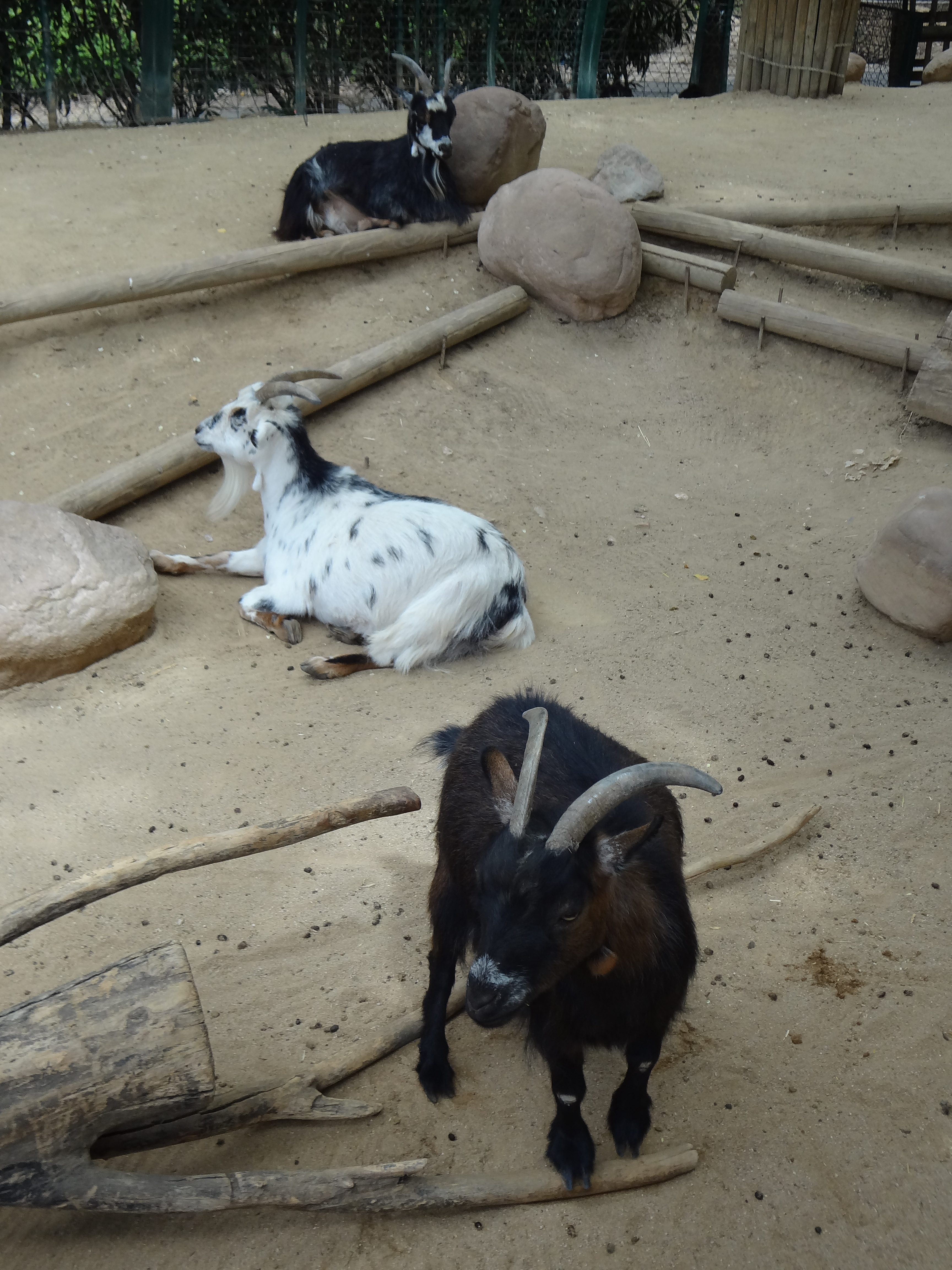

## Conservation
Faunia participait en 2007/2008 à 7 programmes EEP et 9 programmes ESB coordonnés par EAZA.
En 2012, sur les 143 espèces de la collection, 12 font partie d'un programme ESB et 12 autres font partie d'un programme EEP. 
Le parc est le coordinateur du programme européen pour les espèces menacées dédié au ouistiti de Geoffroy (espèce initialement classée vulnérable, mais reclassée en préoccupation mineure depuis 2008),.

## Économie et fréquentation
En 2014, il a reçu 400 867 visiteurs.